# Istituto di scienze militari aeronautiche
L'Istituto di scienze militari aeronautiche (anche ISMA) è l'ente di formazione superiore dell'Aeronautica Militare ed ha sede a Firenze nel complesso monumentale edificato negli anni '30 che si trova nel parco delle Cascine.
Nato dalla recente trasformazione delle preesistenti Scuola di guerra aerea (SGA) e Scuola di applicazione dell'Aeronautica Militare (SAAM) ubicate sullo stesso sedime, vi si tengono corsi avanzati per ufficiali dell'Aeronautica Militare (corso normale e corso superiore) che hanno il fine di incrementare le loro capacità di comando e innalzare il loro livello culturale, tecnico scientifico e professionale.
La frequenza di tale Istituto è propedeutica per gli ufficiali dell'Arma azzurra nelle promozioni dagli ufficiali inferiori (capitano) agli ufficiali superiori (maggiore) e dagli ufficiali superiori (colonnello) agli ufficiali generali.
Nel primo caso, si parla di corso "normale", mentre nel secondo di corso "superiore".
Tali corsi sono speculari a quelli dell'ISSMI a livello interforze, o ad esempio a quelli tenuti dalla Scuola d'applicazione e Istituto di studi militari per il personale dell'Esercito.

## Onorificenze
Il 10 marzo 2009, il Presidente della Repubblica Italiana ha decorato la bandiera dell'istituto con la medaglia d'oro al merito aeronautico con la seguente motivazione: